# Live at the Acropolis
Live At The Acropolis with the Royal Philharmonic Concert Orchestra es el nombre del primer álbum en vivo del músico y compositor griego Yanni, grabado en el Herodes Atticus Theatre, Atenas, Grecia, el 25 de septiembre de 1993 y lanzado en 1994. Se publicó en formato (CD + DVD), VHS y Disco Láser (LaserDisc). Forma parte de la lista de  los 100 discos que debes tener antes del fin del mundo, publicada en 2012 por Sony Music.

## Información del álbum
No es ninguna sorpresa que Yanni está más identificado con esta increíblemente poderosa experiencia (también presentado como uno de los conciertos más populares de PBS 'nunca), porque parece que el proyecto musical que estaba más destinado a hacer, después de hacer millones de dólares en Estados Unidos, regresa a la histórica Acrópolis antigua de su patria griega para compartir su música con sus compatriotas. Uno de los aspectos más impresionantes de Yanni en este entorno en vivo es la forma en que sus hermosos pasajes de piano se mezclan con el boom ocasional de la Royal Philharmonic Orchestra (dirigida por Shardad Rohani). Mientras que es fácil decir de que sus grabaciones de estudio son excesivamente dependientes de cuerdas sintetizadas, aquí es la música pura en toda su extensión. "Santorini" personifica el equilibrio musical, abriendo con varios minutos de fanfarria, permitiéndole a Yanni ser maravillosamente expresivo en el piano acústico y motivando a la orquesta a tener un cierre magistral. "Until the last moment" fluye tiernamente con el mismo efecto. Incluso los temas como "Keys to the Imagination", que juegan con el sintetizador, llegan a niveles más emocionales con las olas espectaculares de la orquesta. En "Within Attraction" podemos ver una potente química entre todos los músicos, especialmente en el final, presenciando uno de los duelos de violín más hermosos de la historia (Ejecutada por la virtuosa Karen Briggs y el maestro Shardad Rohani). El concierto contó en parte con melodías ya conocidas como "Swept Away," "Reflections of Passion", pero sorprendiendo con nuevas mezclas extraídas de temas sumamente densos y exóticos como  "Acroyali/Standing in Motion," que comienza con una atmósfera tranquila y luego evoluciona hacia una explosión orquestal al compás del sintetizador más creativo y mágico del que Yanni ha intentado en sus grabaciones de estudio. Es un concierto increíble, además,  ha sido uno de los más importantes en la vida y la carrera artística de Yanni de los que nadie ha escuchado jamás.
La etiqueta en el lanzamiento del disco original también informa a los oyentes que fue registrada en el sonido digital un total de 48 pistas

## Lista de canciones (en formato CD)
1. "Santorini" — 6:57
2. "Keys to Imagination" — 7:35
3. "Until the Last Moment" — 6:37
4. "The Rain Must Fall" — 7:25
5. "Acroyali/Standing in Motion" (Medley) — 8:51
6. "One Man's Dream" — 3:36
7. "Within Attraction" — 7:46
8. "Nostalgia" — 5:46
9. "Swept Away" — 9:22
10. "Reflections of Passion" — 5:01

## Lista de canciones (en formato DVD)
1. "Santorini"
2. "Until the Last Moment"
3. "Keys to Imagination"
4. "The Rain Must Fall"
5. "Felitsa"
6. "Within Attraction"
7. "One Man's Dream"
8. "Marching Season"
9. "Nostalgia"
10. "Acroyali/Standing In Motion" (Yanni/Medley)
11. "Aria" (Yanni/McLaren)
12. "Reflections of Passion"
13. "Swept Away"
14. "The End Of August"

## Lista de canciones (en formato disco láser / LaserDisc)
1. "Santorini"
2. "Keys to Imagination"
3. "Until the Last Moment"
4. "The Rain Must Fall"
5. "One Man's Dream"
6. "Within Attraction"
7. "Felitsa"
8. "Marching Season"
9. "Nostalgia"
10. "Acroyali/Standing In Motion" (Medley)
11. "Aria"
12. "Swept Away"
13. "Reflections of Passion"
14. "The End Of August"

## Banda
- Yanni – Piano y teclados
- Charlie Adams – Batería
- Karen Briggs – Violín
- Michael "Kalani" Bruno – Percusión
- Ric Fierabracci – Bajo
- Julie Homi – teclados
- Bradley Joseph – teclados
- Shardad Rohani – Director de Orquesta
- Vocalistas para "Aria" — Darlene Koldenhoven y Lynn Davis

## Orquesta
- Royal Philharmonic Orchestra (Bajo la Dirección de Shardad Rohani)